# Gina (chanteuse)
Ne doit pas être confondue avec la chanteuse sud-coréenne G.NA.
Pour les articles homonymes, voir Gina.
Gina, de son vrai nom Claudia Giner (née le 13 mars 1985 à Hall en Tyrol) est une chanteuse autrichienne.

## Biographie
Claudia Giner grandit à Thaur, apprend la clarinette et chante dans le chœur de l'église locale. Elle est ensuite rédactrice à la radio, où elle conçoit et présente des chroniques.
À l'été 2013, elle fait ses débuts en tant que chanteuse au cours d'un concert en plein air de Die jungen Zillertaler.
Son premier album, Frühstück auf dem Dach, produit par Felix Gauder, sort en août 2016. Elle le présente dans l'émission de Stefan Mross Immer wieder sonntags sur SWR et lors de Starnacht.

## Discographie
Album
- 2016 : Frühstück auf dem Dach

Singles
- 2016 : Zwillingsstern (Universal Music Group)
- 2017 : Verdammte Sehnsucht (Universal Music Group)

## Source de la traduction
- (de) Cet article est partiellement ou en totalité issu de l’article de Wikipédia en allemand intitulé « Gina (Sängerin) » (voir la liste des auteurs).